# Генерал-полковник налоговой полиции (Россия)
Генера́л-полко́вник нало́говой поли́ции — высшее специальное звание в налоговой полиции Российской Федерации в 1993—2003 гг.

## История
Звание установлено постановлением Верховного Совета Российской Федерации от 20 мая 1993 года № 4991-I «Об утверждении Положения о прохождения службы в органах налоговой полиции Российской Федерации». Присваивалось Президентом России только директорам ФСНП России.
Указом Президента Российской Федерации от 11 марта 2003 года Федеральная служба налоговой полиции Российской Федерации с 1 июля 2003 года упразднена без объяснения причин с передачей её функций по выявлению, предупреждению и пресечению налоговых преступлений и правонарушений Министерству внутренних дел Российской Федерации.

## Знаки различия
В соответствии с постановлением Правительства Российской Федерации от 27 марта 1995 года № 302 «О форме одежды, знаках различия и нормах снабжения вещевым имуществом сотрудников федеральных органов налоговой полиции» знаками различия по специальным званиям сотрудников федеральных органов налоговой полиции являлись погоны. Погоны высшего начальствующего состава — прямоугольные с овальным верхним краем, с полем из галуна специального переплетения золотистого цвета или цвета ткани одежды, без канта или с кантом золотистого цвета. В верхней части погон размещена пуговица золотистого цвета. На погонах генерал-полковника налоговой службы размещены три вышитые позолоченные звезды диаметром 22 мм. Звезды расположены на продольной осевой линии погона. На погонах золотистого и белого цветов размещены вышитые звезды золотистого цвета в лучах красного цвета.

## Генерал-полковники налоговой полиции
1. Алмазов, Сергей Николаевич (1997 г.), директор Департамента налоговой полиции Российской Федерации (1993—1996), директор Федеральной службы налоговой полиции Российской Федерации (1996—1999)
2. Солтаганов, Вячеслав Фёдорович (1999 г.), директор Федеральной службы налоговой полиции Российской Федерации (1999—2001)

Директору Федеральной службы налоговой полиции Российской Федерации в 2001—2003 гг. М. Е. Фрадкову звание не присваивалось.